# Cod ATC D10
Cod ATC D10 este o parte a Sistemului de clasificare Anatomo Terapeutico Chimică.
D Preparate dermatologice
D 10 Preparate antiacneice